# Золотилово (Кимрский район)
Золотилово — деревня в Кимрском районе Тверской области, входит в состав Центрального сельского поселения.

## География
Деревня находится в 17 км на запад от райцентра города Кимры, в 1,5 км на юг от деревни расположено урочище Архангельское.

## История
В 1839 году на Архангельском погосте в Куровичах близ деревни была построена каменная Михаило-Архангельская церковь с 2 престолами, метрические книги с 1780 года. 
В конце XIX — начале XX века деревня Золотилово вместе с Архангельским погостом входили в состав Ларцевской волости Корчевского уезда Тверской губернии. 
С 1929 года деревня являлась центром Золотиловского сельсовета Кимрского района Кимрского округа Московской области, с 1935 года — в составе Калининской области, с 1994 года — в составе Шутовского сельского округа, с 2005 года — в составе Центрального сельского поселения.

## Население
| 1859 | 1887 | 2002 | 2010 |
| ---- | ---- | ---- | ---- |
| 184  | ↗253 | ↘0   | →0   |

## Достопримечательности
В урочще Архангельское близ деревни расположена недейстующая Церковь Михаила Архангела (1839).